# Manuel Beiras
Manuel Beiras García (Santiago de Compostela, 10 de abril de 1904 - Santiago de Compostela., 28 de julio de 1996) fue un intelectual y político español de ideología galleguista. Fue el padre del dirigente nacionalista gallego Xosé Manuel Beiras.

## Biografía
Graduado por la Escuela de Comercio de La Coruña, desde muy joven comenzó a escribir. A los dieciséis años publicó su primer artículo periodístico en El Diario de Galicia. Posteriormente siguió escribiendo y traduciendo al gallego bajo el pseudónimo «Eu ben sei».
Católico y galleguista, fue uno de los fundadores del Partido Galeguista en 1931. Al año siguiente promovió la celebración de la primera misa en gallego. Beiras militó en el Partido Galeguista hasta 1935, cuando junto con otros militantes encabezados por Xosé Filgueira Valverde y Vicente Risco abandona el partido por sus pactos con la izquierda y fundan Dereita Galeguista.
Tras la guerra civil prosiguió sus actividades culturales, y creó, junto con otras personalidades de Galicia, como Otero Pedrayo, Gómez Román, Luis Iglesias, Fermín Bouza Brey, Jaime Isla, Antonio Fraguas y Jesús Ferro Couselo, el Patronato Rosalía de Castro. Fue también muy activo en el ámbito compostelano, creando la Orquesta Filarmónica de Compostela y promoviendo actos como la celebración del Día de Galicia en Santiago de Compostela o la Fiesta del Traje Gallego.
Tras el fin de la dictadura franquista, fue concejal en el ayuntamiento de Santiago de Compostela en 1979 por las listas de la coalición Unidade Galega, y uno de los responsables de la refundación del Partido Galeguista en 1978. En 1985, ante la decisión de la mayoría de los militantes de disolver el partido e integrarse en Coalición Galega, participa en una nueva refundación del partido (V Congreso), formando parte de la ejecutiva del partido. En las elecciones autonómicas gallegas de 1989 fue número dos en las listas del Partido Nacionalista Galego-Partido Galeguista (PNG-PG) por La Coruña, sin obtener acta de diputado.
Tradujo al gallego «Los cuentos de Grimm» y «Platero y yo». Obtuvo la Medalla Castelao en 1987, la Medalla de Oro al Mérito Ciudadano de Santiago de Compostela en 1991 y fue nombrado Gallego del Año por la Universidad de Santiago de Compostela en 1995.
Estaba casado con Herminia Torrado Moldes (Vigo, 14/02/1913 - ?) y era padre de nueve hijos (Xosé Manuel, María Jesús, Ángel, Alejandro, Herminia, María José, María Teresa, Julio y María Carmen Beiras Torrado).